# Народи Камбоджі
Камбоджа — багатонаціональна країна, але понад 90 % її населення становлять кхмери. Найбільшими етнічними меншинами є китайці, в'єтнамці, чами та корінні гірські народи; серед них національними меншинами визнаються лише чами та корінні гірські народи. Конституція Камбоджі нічого не говорить про етнічні меншини, йдеться лише про «кхмерських громадян» та їхню рівність перед законом. Незважаючи на довгу історію проживання в Камбоджі, китайська та в'єтнамська громади віднесені до категорії «іноземних резидентів», які не мають права на камбоджійське громадянство.

## Етнічний склад населення
Офіційна статистика не фіксує етнічну належність людей, наводиться лише поділ населення за мовною ознакою, що спотворює дані на користь кхмерського населення.
| Рідна мова               | 2008, перепис              | 2019, перепис     | 2019, перепис              |
| Рідна мова               | Доля в населенні країни, % | Чисельність, осіб | Доля в населенні країни, % |
| ------------------------ | -------------------------- | ----------------- | -------------------------- |
| Кхмерська                | 96,31                      | 14 893 134        | 95,8                       |
| В'єтнамська              | 0,54                       | 78 090            | 0,5                        |
| Китайська                | 0,05                       | 94 450            | 0,6                        |
| Лаоська                  | 0,14                       | 13 636            | 0,1                        |
| Тайська                  | 0,02                       | 6650              | 0,0                        |
| Мови національних меншин | 2,86                       | 448 282           | 2,9                        |
| Інші                     | 0,08                       | 17 969            | 0,1                        |
| Разом                    | 100                        | 15 552 211        | 100                        |

Етнічна мапа Камбоджі (1972)

До мов національних менших зараховують чамську та мови корінних гірських народів. В'єтнамська, лаоська, китайська, тайська вважаються іноземними мовами, так само, як англійська або французька.
Носії кхмерської мови переважають у 22 з 24 провінцій Камбоджі. Національні меншини становлять більшість лише в провінціях Ратанакірі (2013 року 51,6 % проти 35,9 % носіїв кхмерської мови) та Мондолькірі (57,0 % проти 41,8 % носіїв кхмерської мови). Доля населення, що розмовляє кхмерською мовою, збільшується, а мовами національних меншин — зменшується.
Національний розподіл населення Камбоджі за часи незалежності країни сильно змінився на користь кхмерів. До 1970 року національні меншини становили понад 15 % населення, а найчисельнішими серед них були китайці та в'єтнамці. Незалежна Камбоджа поставила собі за мету створення національної єдності, яка досягалася в комплексі з протидією економічному домінуванню в'єтнамської та китайської громад. Фактично йшлося про «кхмеризацію» населення країни. Свого апогею ця політика досягла за правління червоних кхмерів. Менш ніж за чотири роки режиму загинув понад один мільйон камбоджійців або кожен сьомий житель країни, при цьому деякі не-кхмерські групи населення постраждали непропорційно сильно. Найбільші національні меншини сприймалися як загроза режиму й зазнали фізичного знищення. Наприклад, в'єтнамська громада була майже повністю викорінена. Водночас переслідування не поширювалось на тих представників етнічних меншин, хто прийняв кхмерську ідентичність. Режим офіційно проголосив, що меншини становлять лише 1 % населення, тоді як 99 % — це етнічні кхмери.
Протягом наступного періоду офіційна національна політика була змінена, держава зобов'язувалась проводити політику єдності та рівності між людьми всіх національностей, що проживають у країні.

## Кхмери

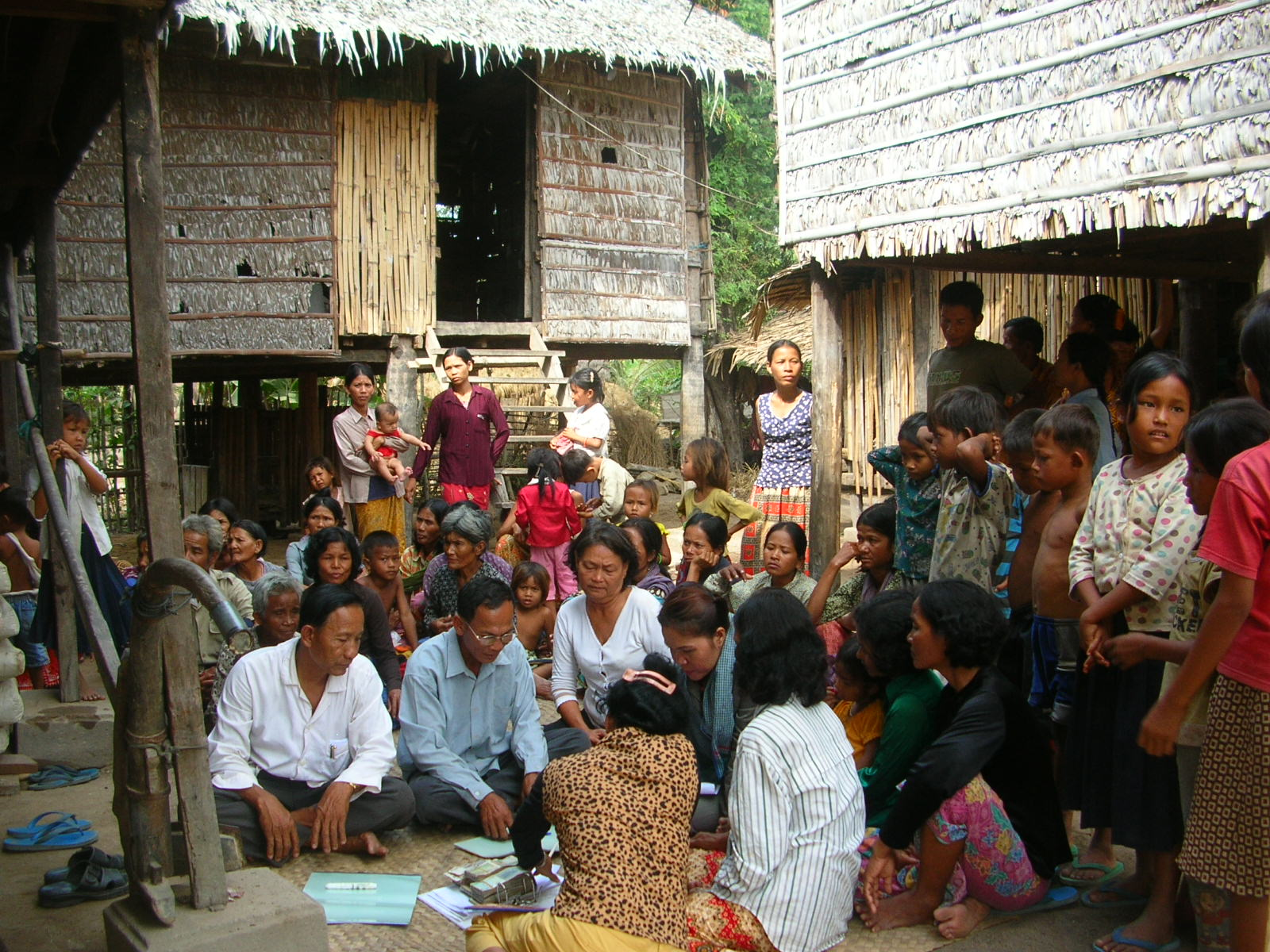
Збори у кхмерському селі (провінція Такео)

Етнічні кхмери (самоназва — кхмае), які становлять основне населення країни, є переважно сільськими жителями, а їхнім основним заняттям — землеробство, в першу чергу вирощування рису. Кхмерське «ідеальне суспільство» — це селяни, що займаються вирощуванням рису, для яких міста є чужими й непотрібними. Існує неявний зв'язок між міським життям та іноземними, не-кхмерськими звичаями.
Кхмери становлять абсолютну більшість населення в північних, західних, центральних та південних провінціях, лише на північному сході вони живуть мішано з гірськими народами.
Релігія більшості кхмерів — буддизм гілки тхеравада.
Політичне домінування кхмерів на території сучасної Камбоджі має давнє коріння. Ще в часи середньовічної Кхмерської імперії відбувалася активна мовна та етнічна консолідація народів, що входили до її складу, зближення інших мов та народних традицій з кхмерськими. До XVI ст. Камбоджа остаточно перетворилася з поліетнічної на моноетнічну державу, національні меншини лишилися тільки в горах. Після втрати країною незалежності в XVII ст. до Камбоджі прибули значні групи населення з інших країн, особливо активними були міграції в період французького колоніального панування (1863—1953).

## В'єтнамці

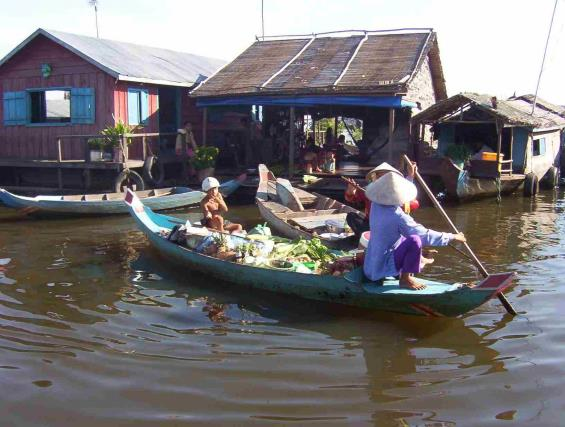
В'єтнамське «плавуче» село в провінції Сіємреап.

В'єтнамці почали селитися в Камбоджі з XVII ст., але більшість їх прибула сюди в XIX—XX ст. за часів французького колоніального правління. Переважно це були вихідці з Південного В'єтнаму. Здебільшого в'єтнамцями була вкомплектована колоніальна адміністрація в Пномпені, в'єтнамські робітники були залучені французами до роботи на промислових підприємствах та каучукових плантаціях Камбоджі. В'єтнамські рисівники селилися в долині Меконгу, а в'єтнамські рибалки — на берегах Меконгу та озера Тонлесап.
На початку 1970-х років чисельність в'єтнамців у Камбоджі оцінювалась у 400—500 тис. осіб, вони становили 4,5-5 % населення й були найбільшою етнічною меншиною країни. В'єтнамська громада була розкидана по всій південно-східній та центральній Камбоджі, але більшість в'єтнамців жила в Пномпені та його околицях. Серед них було багато містян — робітників, інтелігенції, ремісників, дрібних торгівців та підприємців. Решта жила в провінціях Такео, Кандаль, Баттамбанг, Поусат, Кампонгчнанг, Свайрієнг, Прейвенг та ін.
Хоча Камбоджа та В'єтнам є країнами-сусідами, між ними не існує тісних культурних чи релігійних зв'язків. В'єтнамці потрапляють у сферу культури Китаю, а не Індії, як тайці та кхмери. Їхній буддизм належить до гілки махаяна, тоді як кхмерський — до тхеравади. В'єтнамці відрізняються від кхмерів манерою вдягатися, організацією спорідненості та за багатьма іншими ознаками.
В'єтнамсько-камбоджійська ворожнеча має історичне коріння, що виходить з часів окупації Камбоджі В'єтнамом та наступної французької колонізації в 1830-х роках. В'єтнамське панування породило ксенофобський націоналізм серед кхмерів і підживлює антив'єтнамські настрої до наших днів. Після отримання Камбоджею незалежності етнічні в'єтнамці в цій країні зазнали геноциду, переслідувань, примусового переміщення та дискримінації з боку різних режимів.
Після приходу до влади військових на чолі з Лон Нолом у 1970 році розпочалась пропагандистська кампанія проти етнічних в'єтнамців, проводилась їхня примусова репатріація, яка зачепила близько 200 тис. осіб (приблизно половина чисельності громади), тисячі інших були вбиті або ув'язнені. За часів червоних кхмерів (1975—1979 рр.) ситуація стала ще більш трагічною, проводилось системне винищення в'єтнамської громади. Від 150 до 200 тис. етнічних в'єтнамців у цей період втекли до В'єтнаму, з близько 20 тис., що залишилися, переважна більшість була виявлена й убита. В результаті в'єтнамська громада в Камбоджі була повністю викорінена.
Після повалення режиму червоних кхмерів в'єтнамською армією та встановлення нової адміністрації етнічні в'єтнамці, які раніше втекли з країни, почали повертатися до Камбоджі. У 1980-х роках у країні їх налічувалось приблизно 300 тис., до цього числа слід ще додати багато тисяч в'єтнамських військових, що стояли на території країни. 1989 року в'єтнамська армія покинула Камбоджу, й уже на початку 1990-х років в камбоджійському суспільстві знову посилились антив'єтнамські настрої, лунали заклики до репатріації «в'єтнамських поселенців». Антив'єтнамські акції притихли лише після виборів 1998 року, але заклики до депортації в'єтнамців лунають і досі.
Етнічні в'єтнамці в Камбоджі мають проблеми з прийняттям камбоджійського громадянства. Камбоджійські чиновники сприймають їх як «іноземних громадян» або «іммігрантів». В'єтнамці на мають доступу до системи освіти, медичних та інших соціальних послуг, банківської, судової системи, не мають права володіння землею. За даними опитування, проведеного Камбоджійським національним інститутом статистики, 2013 року в Камбоджі проживало 14 678 в'єтнамців, що становить лише 0,1 % населення країни. Ці цифри явно занижені. Незалежні дослідники оцінюють чисельність в'єтнамців у Камбоджі від 400 тис. до 700 тис. осіб. Близько 90 % їх є особами без громадянства й не мають свідоцтв про народження та/або посвідчення особи. Подібний статус мають також гірські народи В'єтнаму та в'єтнамські кхмери (кхмер-кром), які тікають до Камбоджі через переслідування з боку в'єтнамської влади.
Більшість носіїв в'єтнамської мови, за даними опитування 2013 року, живе в містах, переважно в Пномпені (42,4 %); 24,7 % їх розселені провінції Кампонгчнанг. Доля населення, що говорить в'єтнамською мовою, є найвищою в провінціях Кампонгчнанг (2,9 %), Пномпень (1,5 %) та Сіануквіль (1,4 %).

## Китайці

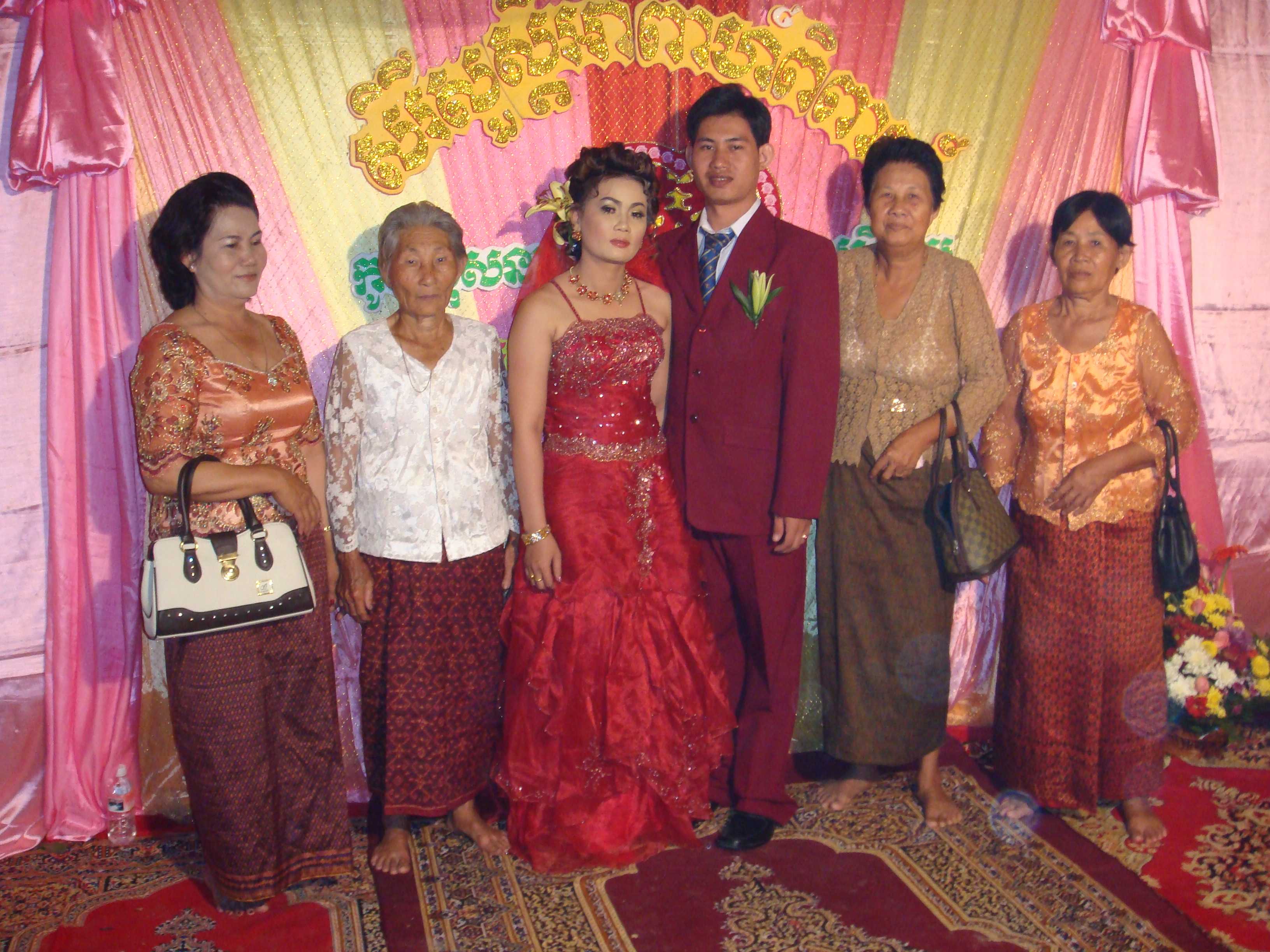
Весілля в китайців-хокло в провінції Кампонгтхом.

Китайці живуть в Камбоджі вже декілька століть. Існує думка, що перші значні китайські громади з'явилися тут ще після падіння династії Сун у XIII ст. Китайці в Камбоджі є вихідцями з різних районів Південного Китаю й складаються з п'яти основних лінгвістичних груп, найбільшою з яких є чаочжоусці (Teochiu, близько 60 % всіх китайців, в тому числі близько 90 % на селі), за ними йдуть кантонці (близько 20 %), фуцзянці-хокло (Hokkien, близько 7 %), хакка та хайнаньці (по 4 %). Різні лінгвістичні групи китайців прибували до Камбоджі в різний час. Спочатку наприкінці XVII ст. тут з'явилися фуцзянці, кантонці та хайнанці. У XIX і XX ст. до них додалися чаочжоусці та хакка. За часів французького протекторату найбільшими китайськими групами в Камбоджі були фуцзянці й кантонці. Китайські громади в цей період користувалися широкою автономією, кожна лінгвістична група мала свого лідера, якому французька влада делегувала вирішення питань внутрішніх та зовнішніх міграцій, релігії, культури, освіти.
90 % китайців у Камбоджі займалися торгівлею, а 92 % тих, хто займався торгівлею в Камбоджі, були китайцями. Розселені китайські громади були переважно в центральній та південно-східній Камбоджі. 60 % китайців були мешканцями міст, вони займалися переважно комерцією. Інші 40 % жили в кхмерських селах і були торговцями, скупниками та переробниками рису, цукрової пальми, фруктів та риби, а також позикодавцями. Завдяки лихварству китайці мали значну економічну владу над кхмерськими селянами. Китайці часто вкладали шлюби із кхмерами, в Камбоджі їх навіть називають китайськими кхмерами. Але вони також завжди міцно підтримували свою китайську ідентичність.
Представники різних лінгвістичних груп, як правило, тяжіли до певних професій. Чаочжоусці тримали сільські магазини, контролювали кредитні операції та торгівлю рисом на селі, вирощували овочі. В міських районах вони займалися експортно-імпортними операціями, продажем фармацевтичних препаратів та вуличною торгівлею. Кантонці жили переважно в містах, займалися транспортом і перевезеннями, працювали здебільшого як механіки або теслярі. Фуцзянська громада займалася імпортом-експортом та банківською діяльністю, до неї належали деякі з найбагатших китайців країни. Хайнанці займалися виробництвом перцю в провінції Кампот. Багато їх переїхало до Пномпеня, й наприкінці 1960-х років вони мали тут фактичну монополію на готельно-ресторанний бізнес. Хайнанцям також належали кравецькі підприємства. Китайці-хакка жили переважно в Пномпені, це були народні стоматологи, продавці традиційних китайських ліків та шевці.
Незалежність Камбоджі в 1953 р. скасувала автономію китайських громад, їхні стосунки з державою зазнали регресу. Однак продовжувало існувати багато китайських культурних і бізнесових асоціацій, які мали значну економічну та політичну владу в країні. Китайці на той час утворювали найбільшу етнічну меншину Камбоджі. Разом із тим, незважаючи на довгу історію проживання в Камбоджі, китайці, так само, як і в'єтнамці, були віднесені до категорії «іноземних резидентів», які не мали права на камбоджійське громадянство. Вони могли стати кхмерами, пройшовши спеціальні тести, які підтверджують вільне володіння ними кхмерською мовою тощо.
Ставлення до китайців змінилося після приходу до влади прозахідного уряду Лон Нола. Китайська Народна Республіка стала розглядатися як джерело комуністичної загрози, а китайська меншина в Камбоджі — як потенційна п'ята колона. Майже два десятиліття тривали жорсткі репресії проти китайської меншини. Влада закривала китайські школи та газети, від китайців вимагали носити посвідчення особи, вводились спеціальні податки на китайців. За червоних кхмерів китайці Камбоджі зазнали найстрашнішої катастрофи, яка коли-небудь спіткала будь-яку етнічну китайську громаду в усій Південно-Східній Азії. Дискримінація китайців спиралася на класову, а не етнічну ознаку. Революційний режим класифікував їх як «капіталістів» і розглядав як «класових ворогів». Міських жителів, значну частину яких становили китайці, виселили в табори праці, де вони змушені були працювати більше й у набагато гірших умовах, ніж сільські жителі. Китайці масово гинули від голоду та епідемій. З 425 000 етнічних китайців, що проживали в Камбоджі 1975 року, лише 200 000 осіб пережили наступні чотири роки.
Після падіння режиму червоних кхмерів 1979 року країна опинилася під контролем В'єтнаму. Далися взнаки напружені стосунки між Китаєм та В'єтнамом. Щодо китайців, які залишилися в країні, застосовувались нові обмеження, зокрема їм заборонялося повертатися до торгівлі в містах. Чисельність китайців до 1984 року скоротилася приблизно до 60 тис. осіб. Після того, як в'єтнамська армія покинула Камбоджу в 1989 році, дискримінаційні заходи стосовно китайського населення стали зникати. Було дозволено відзначати китайські свята та проводити релігійні обряди, відновилися китайські асоціації, знову відкрилися китайські школи, почали виходити китайські газети, навіть державне телебачення з 1998 року стало транслювати новини китайською мовою. Присутність китайців в Камбоджі різко зросла з 1993 р., хоча їхню точну кількість важко встановити. Дослідження показують, що в країні проживає щонайменше 300 тис. етнічних китайців, хоча за деякими підрахунками їх нараховується до 700 тис. За даними статистики, більшість носіїв китайської мови живе в містах; китайська використовується переважно в Пномпені (57,4 % носіїв). Однак китайська громада тепер більш розпорошена, ніж це було раніше. Найбільшими китайськими етнічними групами залишаються чаочжоусці, кантонці, хайнанці та хакка. Китайці повернули значну частину свого попереднього економічного впливу. Китайському ренесансу в Камбоджі сприяє зростання економічної співпраці між Китаєм та Камбоджею та величезні китайські інвестиції в економіку країни.

## Чами

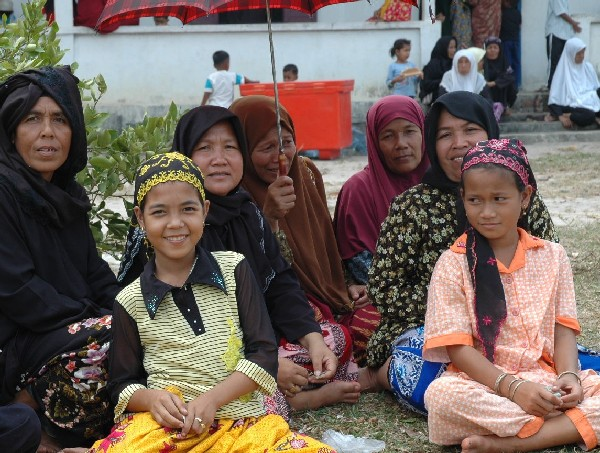
Група чамських жінок у Камбоджі.

Чами, яких також називають кхмерськими мусульманами, за офіційними даними є другою за чисельністю етнічною громадою Камбоджі після кхмерської більшості. Розмовляють чамською мовою, яка належить до австронезійської мовної сім'ї. Дотримуються шафіїтської гілки сунітського ісламу. За своїми релігійними звичаями камбоджійські чами поділяються на дві групи — ортодоксальних та традиційних. Ортодоксальні чами складають приблизно третину чамів країни, вони зосереджені переважно в Удонзі (район Пномпеня) та в провінціях Такео і Кампот. Традиційні чами розпорошені по всій середній смузі Камбоджі — в провінціях Баттамбанг, Кампонгтхом, Кампонгтям і Поусат. Іслам традиційних чамів містить елементи індуїзму, вони не моляться п'ять разів на день і не використовують арабську як свою релігійну мову, вони також пишуть чамським письмом, чого інші чами не роблять. Чами зберігають свій характерний стиль одягу: жінки мають довге волосся й покривають голови шарфами; чоловіки носять тюбетейки й часто відрощують бороду. Походження за материнською лінією в чамів є важливішим, ніж у кхмерів. Є окрема група чамів, яку іноді називають тьвеа (Chvea). Вони говорять переважно кхмерською мовою й, як уважають, походять з Яви.
Чами становлять 1-2 % населення Камбоджі. Вони розселені переважно в провінціях Кампонгтям, Кампот та на північ від Пномпеня. За оцінкою 2013 року, в Камбоджі проживало 147 236 чамів, в тому числі 21 084 особи в містах і 126 152 особи в селах. У сільській місцевості чами живуть моноетнічними селами, більшість яких розташована на берегах річок або інших водойм, часто поруч із кхмерськими селами. У містах чами селяться у власних районах чи передмістях. Чами займаються рибальством та вирощуванням овочів, продають рибу місцевим кхмерам в обмін на рис. Жінки заробляють гроші ткацтвом. Далі від річок деякі чамські села спеціалізуються на металообробці, в інших вирощують фрукти або овочі. Чами також тримають худобу (водяні буйволи, вівці), розводять її на м'ясо для своїх сусідів-кхмерів, у деяких районах їх вважають досвідченими спеціалістами в цій галузі.
Камбоджійські чами ведуть своє походження від біженців із середньовічного індуїстського царства Чампа, що існувало на території центральної частини теперішнього В'єтнаму. Багато чамів, особливо серед еліти, прийняло іслам, коли мусульманська віра поширилася на схід до острівної та півострівної Південно-Східної Азії. Вони покинули рідну країну після завоювання Чампи в'єтнамцями наприкінці XVII ст. Велика кількість аристократії та членів чамської царської родини оселилася навколо Удонга, їхні нащадки й досі живуть у цьому районі.
За камбоджійськими на іноземними оцінками, до 1975 р. в Камбоджі налічувалось від 150 до 250 тис. чамів. Вони жили великими селами з власними специфічними мовою та культурою, утворювали незалежну мережу, побудовану за національною ознакою. Це не відповідало поглядам комуністів, які прийшли до влади в Камбоджі. Вже в середині 1972 року стали застосовуватись різноманітні заборони стосовно чамського населення. Чамські жінки були змушені коротко стригти своє волосся в кхмерському стилі, був заборонений традиційний чамський саронг, селян все частіше змушували носити лише чорну піжаму. Також були накладені обмеження на відправу релігійних обрядів. 1974 року сталося місцеве повстання чамів проти створення нових кооперативів, більше 100 чамів було вбито або поранено.
Масштабні репресії проти чамського населення розпочались відразу після приходу до влади Пол Пота й тривали весь період правління червоних кхмерів (1975—1979). Червоні кхмери свідомо намагалися знищити культуру та традиційний спосіб життя народу: спалювали Коран, забороняли чамам говорити рідною мовою, змушували їх їсти свинину. Чамські громади зазнали розпорошення, їх примусово розбивали на невеликі групи сімей і розселяли так, щоб вони не могли контактувати між собою. Під загрозою втрати ісламської ідентичності частина чамів на сході Камбоджі 1975 року повстала проти режиму. Повстання було жорстоко придушене військовими. 36 % чамів загинуло за роки правління режиму червоних кхмерів. Мали місце масові страти людей тільки за те, що вони були чамами. Особливо постраждали голови громад, вчителі коранічних шкіл, люди, що здійснили паломництво до Мекки. Разом із тим переслідування зазвичай не поширювались на тих, хто прийняв кхмерську ідентичність, хто погодився поводитись як «звичайні кхмери».
Після поразки червоних кхмерів чами змогли відновити свій традиційний спосіб життя та релігійні звичаї, вони відбудували свої мечеті й повернулися до своїх традиційних кварталів та професій. Разом із тим вони все ще не мають доступу до багатьох освітніх та економічних можливостей. Зокрема, чамська мова не використовується в шкільній освіті, навіть у районах компактного проживання чамів. Багато чамів, що живуть за межами Пномпеня, віддають своїх дітей до шкіл південного Таїланду або Малайзії або все частіше до медресе, яких за останні роки побільшало.

## Гірські народи

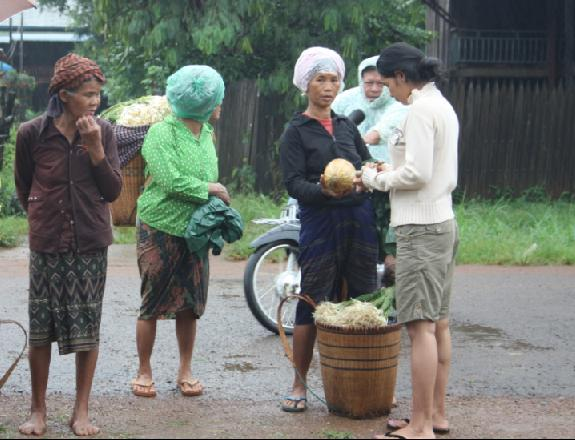
Жінки кхмае-ли в провінції Ратанакірі.

Корінні гірські племена в Камбоджі відомі під офіційною назвою кхмае-ли (буквально «верхні кхмери» або «гірські кхмери»); таким чином підкреслюється, що ці громади є частиною кхмерського етносу. Вони вважаються корінними народами, відмінними від кхмерської більшості за своїми культурними та соціально-економічними традиціями.
| Чисельність, осіб | Доля серед носіїв мов національних меншин, % | Доля серед носіїв мов національних меншин, % | Доля серед носіїв мов національних меншин, % | Доля серед носіїв мов національних меншин, % | Доля серед носіїв мов національних меншин, % | Доля серед носіїв мов національних меншин, % | Доля серед носіїв мов національних меншин, % | Доля серед носіїв мов національних меншин, % |
| ----------------- | -------------------------------------------- | -------------------------------------------- | -------------------------------------------- | -------------------------------------------- | -------------------------------------------- | -------------------------------------------- | -------------------------------------------- | -------------------------------------------- |
| Чисельність, осіб | Чами                                         | Мнонги                                       | Тампуани                                     | Куї                                          | Зярай                                        | Креунги                                      | Народи, що розмовляють іншими мовами         | Разом                                        |
| 383 273           | 53,24                                        | 9,79                                         | 8,09                                         | 7,47                                         | 6,87                                         | 5,22                                         | 9,32                                         | 100                                          |

Оскільки чисельність народів визначається за мовною ознакою, ідентифікація етнічних груп за мовою може не відображати реальність. Реальні показники, ймовірно, перевищують дані Національного перепису. Деякі групи, що живуть у тісному контакті із кхмерами, враховуючи національну політику в Камбоджі, навряд чи повідомляють при свою справжню ідентичність.
Не існує єдиної думки й щодо кількості або навіть класифікації різних гірських племен. 1992 року Департамент етнічних меншин склав список з 36 визнаних груп етнічних меншин, включаючи в'єтнамців та китайців. Після розпуску цього департаменту стали застосовуватись оцінки чисельності етнічних меншин, засновані на мовній основі.
Є оцінка чисельності корінних народів, складена Світовим Банком станом на 2006 рік, а ще дані опитування, проведеного Національним інститутом статистики Камбоджі 2013 року. Для порівняння дані для найбільших народів зведені до таблиці:
| Етнічні групи | Чисельність, осіб        | Чисельність, осіб     |
| Етнічні групи | 2006 (оцінка World Bank) | 2013 (опитування NIS) |
| ------------- | ------------------------ | --------------------- |
| Куї           | 41 281                   | 13 530                |
| Мнонги        | 40 743                   | 47 296                |
| Тампуани      | 31 782                   | 51 947                |
| Зярай         | 20 438                   | 13 326                |
| Креунги       | 18 901                   | 22 385                |
| Стієнги       | 13 832                   | 1 279                 |
| Брао          | 8 412                    | 13 902                |
| Кавет         | 5 107                    | 5 618                 |
| Краол         | 4 099                    | 7 413                 |
| Мел           | 3 172                    | 1 905                 |

За мовною ознакою корінні гірські народи Камбоджі належать до двох мовних сімей — австроазійської (мон-кхмерської) та австронезійської (малайсько-полінезійської); переважна більшість, як і кхмери, належить до першої з них. Більшість кхмае-ли розмовляє мовами банарської гілки австроазійських мов. Західно-банарськими мовами говорять брао (Praov, Proav, Brao), кавет (Kaveat, Kaaveat, Kavet, Kravet), креунги (Kroeung, Krueng, Kreung, Kru'ng), тампуани (Tumpoun, Tumpoon, Tampuan, Tampuon), лун (Lun, Lon) і качак (Kachac, K'chak, Kaco'). Мнонги (пнонги, Phnong, Phong, Bunong, Mnong) та близькі до них краол (Kraol) і стієнги (Stieng) користуються південно-банарськими мовами. До банарської гілки належать також мови народів мел (Mel) і тмон (Thmoon, Thmaun, Thmon).
Катуйськими мовами австроазійської сім'ї говорять куї (Kuoy, Kuy). Невелика кількість людей у різних районах Камбоджі зберігає пеарські мови, також австроазійської сім'ї: пеар (Por, Poar, Pear), самре (Samre, Samrae), сомрай (Somray, Samray), чонг (шон, Chong), суой (Suoy), саок (Saoch, Sa'och, S'ouch). До австронезійської сім'ї належать мови народів зярай (джарай, Chaaraay, Jarai, Gia-Rai) та еде (раде, Rade, Raadear, Rhade, Ede), вони споріднені з чамською. Зярай та еде зараховуються до числа так званих гірських чамів.
Більшість представників національних меншин розселена у віддалених, часто ізольованих, малонаселених лісових та гірських районах. Живуть переважно розпорошеними селами, які мають лише по кілька сотень жителів. Більшість корінних народів (включаючи чамів) зосереджена в трьох північно-східних провінціях: Ратанакірі (28,6 %), Кампонгтям (15,8 %) і Мондолькірі (12,5 %), дані 2013 року. При цьому національні меншини переважають лише в провінціях Ратанакірі та Мондолькірі.
У провінції Ратанакірі живуть тампуани, зярай, креунги, брао, качак, кавет, лун. Більшість корінного населення провінції Мондолькірі становлять мнонги, живуть тут також стієнги, краол, еде та деякі інші народи. У провінції Кратьех живуть мнонги, стієнги, куї, краол, мел, каонь, тмон, у провінції Стингтраенг — кавет, куї, брао, мнонги, креунги, лун. Усі ці провінції розташовані на північному сході Камбоджі. Наявні гірські народи, переважно куї та носії пеарських мов, також в інших провінціях: Преахвіхеа (куї, пеар), Кампонгтхом (куї), Кампонгтям (стієнги), Сіємреап (самре), Оддармеантьєй (куї), Бантеаймеантьєй (куї), Поусат (сомрай), Кахконг (чонг), Кампонгспи (суой) і Сіануквіль (саок).
Райони розселення кхмае-ли розташовані переважно вздовж національних кордонів з В'єтнамом, Лаосом та Таїландом. Етнічні території деяких корінних народів виходять за межі території Камбоджі. Зярай, мнонги та стієнги живуть також у В'єтнамі, куї — в Таїланді та Лаосі, брао і кавет тісно пов'язані з населенням півдня Лаосу. Кордони, встановлені французами 1903 р., штучно розділили ці народи й обмежили пересування людей територіями, які раніше були вільними від адміністративного контролю.
Від своїх низинних сусідів корінні гірські народи відрізняються не лише районами проживання, а й своєю самобутньою культурою, господарським комплексом, системою вірувань та організацією суспільства. Багато з них продовжує вести натуральне господарство з використанням підсічно-вогневої технології землеробства. Вирощують різноманітні культури, але головною серед них є суходільний (гірський) рис. Додаткові продукти харчування приносять мисливство, рибальство та збиральництво. Кхмае-ли обробляють свої поля декілька років, а коли земля виснажується — кидають їх і переходять на іншу ділянку. З цим пов'язане періодичне перенесення поселень на нове місце. Хати, в яких живуть різні гірські народи, варіюють від величезних багатоквартирних довгих хат, в яких проживає цілий клан, до невеличких хатинок, розрахованих на одну окрему сім'ю. Хати можуть стояти близько до землі або на палях.
Традиційно кхмае-ли не сповідують буддизм, більшість зберігає свої місцеві анімістичні вірування. Самобутня релігія гірських народів релігія базується на культах духів предків і природи. Вона тісно пов'язана з їхнім природним оточенням та традиційною системою землеробства.
Різні сільські громади в гірських районах мають власні релігійні обряди, системи спорідненості та соціальних зобов'язань, схеми влади, власне звичаєве право та порядок вирішення конфліктів і прийняття рішень. Зазвичай селами кхмае-ли керує рада місцевих старійшин або сільський староста.
Гірські народи живуть на північному сході Камбоджі протягом багатьох століть, тоді як кхмери, лаосці та китайці лише нещодавно оселилися вздовж річок та в міських районах регіону. Протягом усієї своєї історії кхмае-ли підтримували тісні стосунки між собою, а також з кхмерами та іншими рівнинними народами. Певні групи корінних народів мають спільне походження, але з часом відокремилися. Є й протилежні приклади, коли різні за мовою та походженням народи дуже зблизились між собою через географічне сусідство; такими зокрема є австронезійці зярай та тампуани, народ мон-кхмерської групи.
За французької колоніальної доби влада здебільшого безпосередньо не втручалася у внутрішні справи кхмае-ли. Ситуація кардинально змінилася зі здобуттям Камбоджею незалежності. Вже в 1960-х роках камбоджійська влада розпочала докладати зусиль до асиміляції гірських племен. Їхній спосіб життя розглядався як відсталий, а традиційні методи землеробства — як екологічно руйнівні. Держава ставила за мету модернізацію кхмае-ли, їхню інтеграцію до складу кхмерського суспільства. Горяни мали прийняли спосіб життя низовинних кхмерів і відмовилися від своїх традицій та звичаїв. Спеціальні урядові програми заохочували родини кхмерських селян та військових селитися в малозаселених гірських районах на північному сході країни. Вони мали надавати горянам гарний приклад для наслідування, зокрема в плані вирощування вологого рису та носіння належного одягу. З іншого боку, деякі села гірських народів були переселені в долини річок для заохочення їх до рівнинного рільництва. В гірських районах будувались школи, де діти кхмае-ли отримували освіту лише кхмерською мовою. Діяли програми з підготовки молоді з числа корінних гірських громад, яка мала переконати своїх старших родичів змінити свій архаїчний спосіб життя.
Ці акції мали насильницький характер, вони викликали невдоволення гірських народів. Така політика держави спровокувала повстання деяких корінних громад в 1960-х роках проти цих та інших непопулярних заходів. У 1970-х роках комуністи використали невдоволення горян, щоб набрати в свої ряди корінних жителів і використати їх у боротьбі проти тодішнього уряду Камбоджі. Проте ситуація для гірських народів після приходу до влади комуністів змінилася на гірше. За доби червоних кхмерів місцеві базари були закриті, людське майно конфісковане, культурні практики та використання мов національних меншин заборонені, школи закриті. Багато гірських сіл було переселено на рівнини для освоєння низовинних рисових полів. Багато людей з числа корінних народів, особливо тих, що мешкали в прикордонній смузі, втекли до В'єтнаму та Лаосу.
Після повалення режиму червоних кхмерів у 1979 році більшість утікачів повернулася на землі своїх предків і відбудувала традиційне життя. Багато хто намагався продовжувати вирощування рису, але через брак робочої худоби повернулися до традиційного способу обробітку земель. Корінні народи країни були визнані громадянами Камбоджі й таким чином уникнули загрозу застосування до них дискримінаційних заходів, що проводились до таких меншин, як китайці та в'єтнамці. Держава зобов'язувалась усунути неписьменність серед корінних народів, корінним громадам дозволялося розмовляти рідною мовою, писати нею й вивчати її. Уряд заохочував горян селитися біля річок та доріг і займатися вирощуванням рису. Продовжувалось і переселення низовинних кхмерів до гірських районів, особливо до великих населених пунктів. Приплив етнічних кхмерів з низинних районів викликав швидке збільшення чисельності населення в північно-східних провінціях, зокрема, протягом 1992—1998 рр. населення провінції Ратанакірі зростало в середньому на 29 % на рік.
Політика уряду щодо гірських племен стала, принаймні теоретично, досить позитивною. Проте держава мало приділяє уваги дотриманню прав корінних народів. Вона фактично не визнає традиційного колективного землеволодіння в районах розселення корінних громад. Багаті природні ресурси високогір'я приваблюють місцевих та закордонних інвесторів. Вони розвивають у регіоні лісозаготівлю, виробництво товарних культур (кава, горіхи кеш'ю), туризм. Все це робиться без урахування прав корінних народів на відповідні землі. Часто виникають земельні конфлікти між підприємцями та громадами корінного населення, мають місце випадки примусового виселення окремих сіл.
Рівень освіти серед гірських народів все ще залишається низьким. Через ізоляцію та бідність регіонів важко залучити та утримати тут вчителів. Важливим фактором також є мовний бар'єр. Більшість представників корінних громад не володіє кхмерською. З іншого боку, дуже мало кхмерів володіє хоча б якоюсь мовою гірських народів. Більшість державних шкіл у районах, де зосереджені гірські племена, продовжує викладання виключно кхмерською мовою. Головним чином завдяки зусиллям місцевих та міжнародних неурядових організацій відкрилося кілька експериментальних шкіл, в яких частково викладають місцеві мови корінних народів, але держава стоїть осторонь цих процесів. Оскільки багато, якщо не більшість дітей корінних народів, не володіє кхмерською, їм важко навчатися в школі. Діти також кидають школу через те, що мають допомагати батькам по господарству, через велику відстань до школи, брак навчальних матеріалів, брак коштів на шкільну форму.
Місця в органах місцевого самоврядування в районах розселення національних меншин, як правило, займають етнічні кхмери. Участь корінних меншин у державних органах влади обмежується обов'язком вміти читати й писати кхмерською. На побутовому рівні представники гірських громад зазнають приниження з боку етнічних кхмерів, здійснюється сильний тиск на їхню культурну ідентичність.

## Інші
На початку 1970-х років у Камбоджі жило кілька етнічних груп іноземного походження. Зокрема європейців, переважно французів, нараховувалось декілька тисяч. Декілька тисяч нараховували також вихідці з Індії та Пакистану. Жили вони в Пномпені та деяких інших великих містах Камбоджі. Тепер французів майже не лишилося в країні. Разом із ними майже щезла й французька мова, яка протягом 1863—1953 рр. була мовою державного управління, нею користуються тепер лише деякі представники старшого покоління. З іноземних мов найбільше поширена англійська, особливо серед молодих камбоджійців та іноземних бізнесменів.
Серед вихідців із сусідніх країн, крім в'єтнамців, у Камбоджі жили також сіамці, лаосці, бірманці та шани (коли). Сіамці були розселені в прикордонних з Таїландом провінціях Сіємреап та Баттамбанг, а в прибережній провінції Кахконг до 1975 року вони навіть становили більшість населення. Режим Пол Пота пережило менше половини сіамців. Нікого не лишилося з представників шанської громади. Лаосці становлять значну частину сільського населення на північному сході Камбоджі. Тут лаоською мовою володіє й багато представників гірських народів. Відсоток населення, що говорить лаоською, високий у провінціях, розташованих біля лаоського кордону. За оцінкою 2013 року в провінції Ратанакірі проживало 77,1 % всіх носіїв лаоської мови, вони становили 10,3 % її населення, відповідні показники для провінції Стингтраенг: 18,2 % і 3,6 %.